# Jan Lodewijk van Aelbroeck

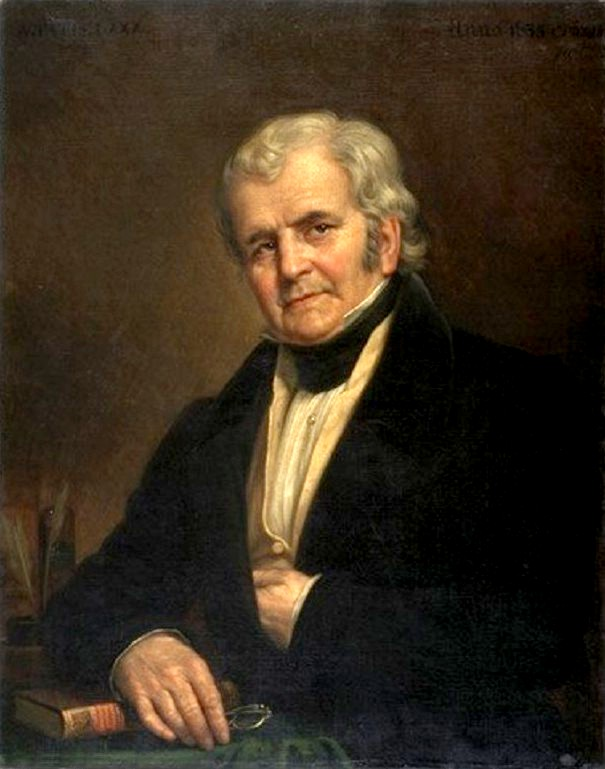
Jan Lodewijk van Aelbroeck, geschilderd door Charles Picqué (1835)

Jan Lodewijk van Aelbroeck (Zottegem, 31 oktober 1755 – Gent, 29 oktober 1846) was een Belgisch landbouwkundige. Door zijn onderzoek werd de periode van de braak ingekort of zelfs afgeschaft.

## Levensloop
Afkomstig van Zottegem vestigde Van Aelbroeck zich in Gent waar hij vele jaren gemeenteraadslid was. Hij was eveneens provincieraadslid voor Oost-Vlaanderen.
Na de grote overstromingen van de Schelde en de Leie van 1816 en 1817 werd Van Aelbroeck lid van de commissie die een oplossing zocht om dit probleem te verhelpen. In 1817 schreef hij een 42 bladzijden tellend rapport over de oorzaken van de overstroming.
In 1818 schreef de Royal Agricultural Society van Londen een wedstrijd uit om het rendement in de landbouw te verbeteren. Van Aelbroeck nam eraan deel en publiceerde in 1823 zijn rapport onder de titel Werkdadige Landbouwkunst der Vlamingen, verhandeld in zes samenspraken. Het rapport beschreef uitvoering hoe de periode van de braak, de periode van het niet-gebruik van de landbouwgrond tussen de oogst in de zomer en de inzaai in de lente, kon ingekort of zelfs afgeschaft kon worden. De grond kon in de braakperiode gebruikt worden voor verbouw van voeder- of groenbemestingsgewassen. Dit werk vond veel weerklank in Vlaanderen en het werd in 1830 in het Frans vertaald en uitgegeven in Parijs. Ook internationaal vond dit werk veel weerklank.
Van Aelbroeck hield zich eveneens bezig met de problemen rond de vrije invoer van levensmiddelen en het probleem van zure gronden.

## Werken
- Memorie nopende de oorzaken der geweldige overstroomingen en stilstand der wateren op de meirschen en leege landen, gelegen langs de Leye, Opper- en Nederschelde, gedurende de jaren 1816 en 1817, Gent, 1817.
- Werkdadige Landbouwkunst der Vlamingen, verhandeld in zes samenspraken, Gent, 1823. Dit werk werd vertaald naar het Frans onder de titel: Agriculture pratique de la Flandre, Parijs, 1830
- Waerheidszoekende redeneringen over de twist, opzigtelyk den vryen graenhandel in het koningkryk der Nederlanden, tusschen eenen grondeigenaer, eenen boer en eenen koopman in vremde granen, Gent, 1824.
- Supplément à l'Agriculture pratique de la Flandre, contenant le mémoire sur les prairies aigres, Parijs, 1835

- Gemeinsame Normdatei: 1056124083
- International Standard Name Identifier: 0000 0003 5697 2450
- Library of Congress Control Number: n88100916
- Nederlandse Thesaurus van Auteursnamen: 070172773
- Système universitaire de documentation: 109063465
- Virtual International Authority File: 193966031
- WorldCat: E39PBJxxfQFcYp4xmjtP3hJJjC